# アラン・プリード
アラン・プリード・イサギーレ（Alan Pulido Izaguirre, 1991年3月8日 - ）は、メキシコ・タマウリパス州シウダービクトリア出身のサッカー選手。ポジションはFW。スポルティング・カンザスシティ所属。

## 経歴

### クラブ
2008年、メキシコのUANLティグレスのユースチームでキャリアをスタートさせ、2010年にトップチーム昇格した。

### 代表
メキシコ代表として各年代でプレーした。2014年1月29日、大韓民国代表戦でA代表デビューを果たし、初得点を含むハットトリックを記録した。

## 代表歴

### 出場大会
- メキシコ代表
  - 2014 FIFAワールドカップ

### 試合数
- 国際Aマッチ 20試合 5得点（2014年-2021年）[2]

| メキシコ代表 | 国際Aマッチ | 国際Aマッチ |
| 年           | 出場        | 得点        |
| ------------ | ----------- | ----------- |
| 2014         | 6           | 4           |
| 2015         | 0           | 0           |
| 2016         | 1           | 0           |
| 2017         | 2           | 1           |
| 2018         | 4           | 0           |
| 2019         | 0           | 0           |
| 2020         | 1           | 0           |
| 2021         | 6           | 0           |
| 通算         | 20          | 5           |

## タイトル
クラブ
UANLティグレス
- スーパーリーガ (1): 2009
- プリメーラ・ディビシオン (1): アペルトゥーラ 2011
- コパ・メヒコ (1): クラウスーラ 2014

### 代表
メキシコ代表
- トゥーロン国際大会 (1): 2012